# Erfurter Gipfeltreffen

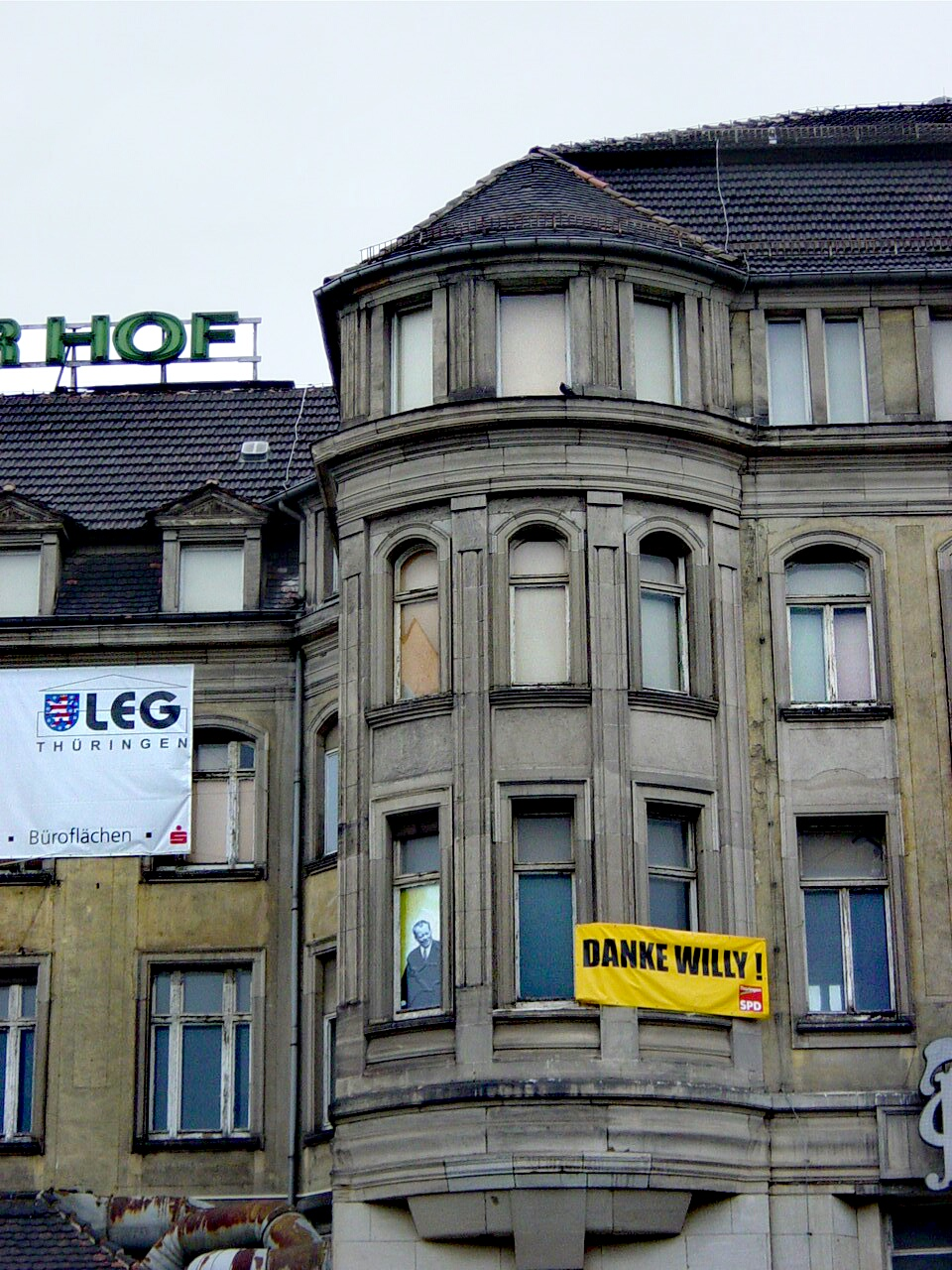
Der Erfurter Hof vor der Sanierung 2004 mit markiertem „Willy-Brandt-Fenster“

Das Erfurter Gipfeltreffen vom 19. März 1970 stellt den Auftakt der deutsch-deutschen Annäherung im Rahmen der neuen Ostpolitik dar, die mit der SPD-FDP-Bundesregierung unter Willy Brandt im Herbst 1969 begann. Während die Verhandlungen noch ohne konkretes Ergebnis blieben, liegt die Bedeutung des Treffens im symbolischen Bereich. Zwei Monate später fand mit dem Gipfeltreffen in Kassel 1970 der Gegenbesuch Willi Stophs im Westen statt.

## Vorgeschichte
Die beiden deutschen Staaten hatten seit ihrer Gründung keine diplomatischen Beziehungen zueinander. Im Westen galt die Hallstein-Doktrin mit Alleinvertretungsanspruch. Die deutsch-deutschen Beziehungen wurden zunächst auf wirtschaftlichem und sozialem Gebiet ausgebaut.

## Ablauf und Bedeutung

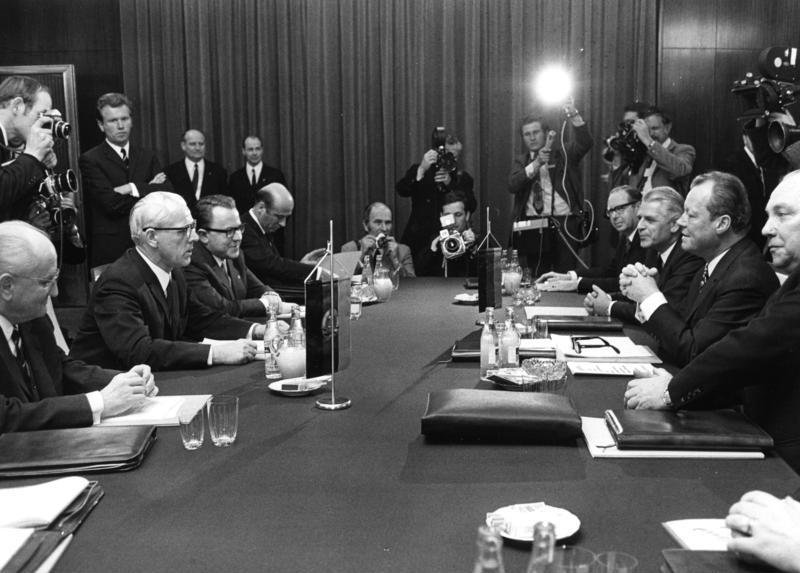
Gespräch zwischen Brandt und Stoph im Erfurter Hof

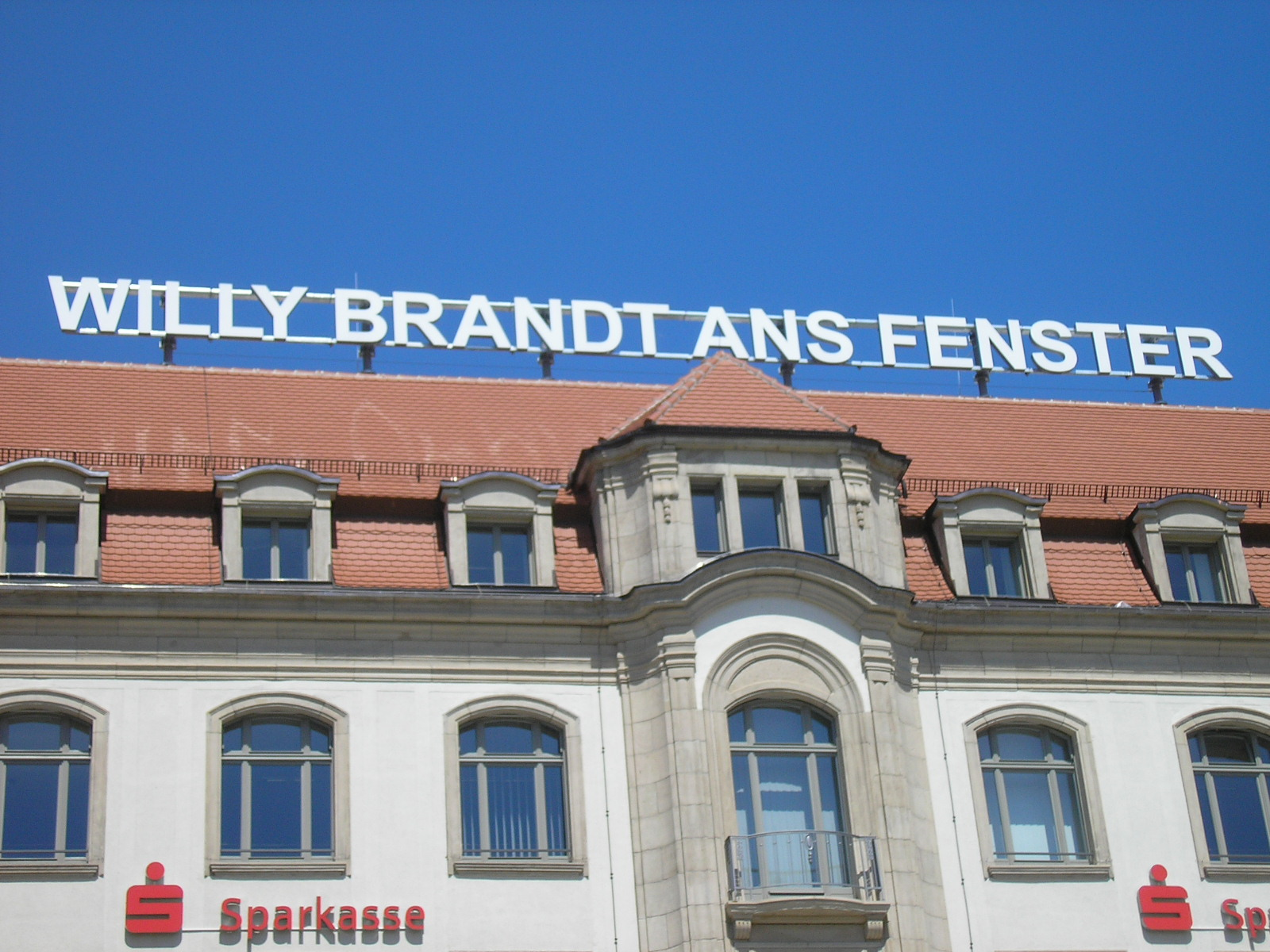
Leuchtschrift auf dem Dach des Erfurter Hofes (2009)

Das Erfurter Gipfeltreffen war das erste deutsch-deutsche Treffen auf der Ebene der Regierungschefs. Bundeskanzler Willy Brandt traf zu offiziellen Gesprächen mit dem DDR-Ministerpräsidenten Willi Stoph in Erfurt zusammen.
Erfurt wurde u. a. wegen gegenseitiger statusrechtlicher Vorbehalte zu Berlin als Treffpunkt für das Gipfeltreffen festgelegt. Zuvor hatte das DDR-Außenministerium das Haus der Ministerien in Ost-Berlin vorgeschlagen. Dass der Bundeskanzler über West-Berlin mit der Bahn anreist oder dort mit einem Flugzeug landen würde, war nicht erwünscht. Seine Maschine solle den Ost-Berliner Flughafen Schönefeld direkt ansteuern. So wurde Berlin verworfen und Erfurt als Treffpunkt bestimmt. Brandt nutzte hierfür den Salonwagen 10 242, welcher sich nunmehr im Deutschen Dampflok-Museum Neuenmarkt befindet.
Das Treffen steht mit für das schrittweise Ende des Kalten Krieges. Der Symbolwert von „Erfurt“ besteht dabei zum einen im politischen Ereignis selbst, das in den Kontext der sozialdemokratischen bzw. sozialliberalen Ostpolitik sowie der globalen Entspannungspolitik einzuordnen ist. Es waren aber auch die emotionalen und dramatischen Umstände des Treffens, die international für Aufsehen sorgten. Rund 500 Journalisten aus 42 Ländern hatten sich akkreditieren lassen. Mit dem Sprechchor „Willy Brandt ans Fenster!“ riefen am Vormittag des 19. März 1970 tausende DDR-Bürger den Kanzler der Bundesrepublik Deutschland ans Fenster des Hotels Erfurter Hof. Als sich der Politiker zeigte, jubelten ihm die Erfurter zu. Zuvor hatte die Menge trotz Polizei- und Stasiabsperrungen den Bahnhofsvorplatz gestürmt. Brandt schrieb in seinen Erinnerungen zwei Jahrzehnte später: „Der Tag von Erfurt. Gab es einen in meinem Leben, der emotionsgeladener gewesen wäre?“
Den weiteren Verhandlungen nach dem Erfurter Treffen, das noch keine konkreten Ergebnisse brachte, folgten mehrere deutsch-deutsche Verträge (u. a. Grundlagenvertrag 1972). Es kam zur Einrichtung der Ständigen Vertretungen. Die Bundesrepublik und die DDR wurden 1973 in die UNO aufgenommen und unterzeichneten 1975 die KSZE-Schlussakte mit.

## Film
- Rainer Erices und Jan Schönfelder (2010): Willy Brandt ans Fenster! MDR.